# Jeroglíficos de Anatolia
Los jeroglíficos anatolios son una escritura logográfica (ISO 15924 =Hluw) nativa de la Anatolia Central, constituida por 500 símbolos. Han sido también llamados jeroglíficos hititas, sin embargo la lengua que los empleaba ha sido identificada como luvita, no hitita. No se conocen conexiones entre esta escritura y los jeroglíficos egipcios ni la escritura cuneiforme.

## Historia
Se observan pictogramas aislados en la región de Anatolia y Siria a partir de finales del 3000 a. C. y principios del 2000 a. C., en sellos personales, pero éstos solo consisten en nombres y títulos, por lo que no representan una escritura desarrollada. La mayoría de los textos actuales se encuentran como inscripciones monumentales de piedra, aunque algunos documentos han sobrevivido en tablillas de plomo. Las primeras inscripciones confirmadas como luvitas pertenecen a la Edad de Bronce tardía, ca. los siglos XIV a. C. y XIII a. C., llegando hasta la Edad de Hierro, ca. los siglos X a. C. y VIII a. C. La escritura desapareció en el siglo VII a. C., imponiéndose en la región las escrituras alfabéticas.

## Signos
La escritura consta del orden de 500 signos únicos,  algunos con valores múltiples; un signo determinado puede funcionar como un logograma, un determinativo o un silabograma, o una combinación de los mismos. Los signos están numerados según la lista de Laroche, con el prefijo 'L.' o '*'. Los logogramas se transcriben en latín en letras mayúsculas.
Por ejemplo, *90, una imagen de un pie, se transcribe como PES cuando se usa logográficamente, y con su valor fonémico "ti" cuando se usa como silabograma. En los raros casos en los que el logograma no puede transliterarse al latín, se traduce a través de su equivalente hitita aproximado, registrado en mayúsculas en cursiva, por ejemplo *216 ARHA. La lista de signos más actualizada fue compilada por Massimiliano Marazzi en 1998.
Hawkins, Morpurgo-Davies y Neumann corrigieron algunos errores anteriores sobre los valores de los signos, en particular modificando la lectura de los símbolos *376 y *377 de i, ī a zi, za.

### Lista de silabogramas bilíteros
Sigue la lista conocida de signos fonéticos, incluye consonante seguida de vocal (Cv) y vocal seguida de consonante (vC).
|     | Ca                                                           | Ci                                                                  | Cu                              |  | aC | iC | uc     |
| --- | ------------------------------------------------------------ | ------------------------------------------------------------------- | ------------------------------- |  | -- | -- | ------ |
|     | a = 𔗷 á = 𔐓 aₓ ? = 𔗨                                         | i = 𔓯 í = 𔕐                                                         | u = 𔑻                           |  |    |    |        |
| h-  | ha = 𔓷 ha ? = 𔔁 há = 𔓟 haₓ = 𔕡                               | hi = 𔗒 hí = 𔕘                                                       | hu = 𔕙 hú = 𔖈                   |  |    |    |        |
| hw- | hwa = 𔘰                                                      | hwi = 𔘰 hwiₓ = 𔓎                                                    |                                 |  |    |    |        |
| k-  | ka = 𔗧 ká = 𔐾                                                | ki = 𔗳 ki₄ = 𔔓 kiₓ = 𔔓                                              | ku = 𔗜                          |  |    |    |        |
| kw- | kwa = 𔕰                                                      | kwi = 𔕰                                                             |                                 |  |    |    |        |
| l-  | la = 𔓊 la = 𔗲 laₓ = 𔗽                                        | li = 𔔹 li = 𔗲 lí = 𔒖 lì = 𔕇                                         | lu = 𔗲                          |  |    |    |        |
| m-  | ma = 𔒅 má = 𔖘 mà = 𔕖 maₓ = 𔕖, 𔘅                              | mi = 𔖻 mí = 𔗘 mì = 𔖷                                                | mu = 𔑿, 𔖛, 𔑾, 𔒀                 |  |    |    |        |
| n-  | na = 𔐤 ná = 𔕵                                                | ni = 𔗐 ní = 𔓵 nì = 𔐽 niₓ = 𔗴                                        | nu = 𔒴 nú = 𔖿                   |  |    |    |        |
| p-  | pa = 𔕸, 𔔁 ? pá = 𔘅 paₓ = 𔓐                                   | pi = 𔑉                                                              | pu = 𔕯 pú = 𔗣                   |  |    |    |        |
| r-  | ra = 𔖱                                                       | ri = 𔖱                                                              | ru = 𔗑 rú = 𔑳, 𔑵                |  |    |    | ur = 𔖙 |
| s-  | sa = 𔗔 sá = 𔗦 sà = 𔑷 sa₄ = 𔗆 sa₅ = 𔕮 sa₆ = 𔔀 sa₇ = 𔕣 sa₈ = 𔖭 | si = 𔓉 sí ? = 𔗾                                                     | su = 𔖢 sú = 𔒂 sù = 𔗵            |  |    |    | us = 𔗚 |
| t-  | ta = 𔑰 tá = 𔐞 tà = 𔐬 ta₄ = 𔕦 ta₅ = 𔓇 ta₆ = 𔑛 taₓ = 𔐭         | ti = 𔑣 tí = 𔘟 tì ? = 𔕦 ti₄ ? = 𔓇                                    | tu = 𔑡, 𔑢 tú = 𔕬 tù = 𔕭 tu₄ = 𔔈 |  |    |    |        |
| w-  | wa = 𔗬 wá = 𔓁 wà = 𔓀 wa₄ = 𔓬 wa₅ = 𔓩 wa₆ = 𔓤 wa₇ = 𔕁 wa₉ = 𔔻 | wi = 𔒻 wi = 𔗬 wí = 𔓁 wì = 𔓀 wi₄ = 𔓬 wi₅ = 𔓩 wi₆ = 𔓤 wi₇ = 𔕁 wi₉ = 𔔻 |                                 |  |    |    |        |
| y-  | ia = 𔓱 iá = 𔕑 ià = 𔖬                                         |                                                                     |                                 |  |    |    |        |
| z-  | za = 𔖪, 𔖩 zá = 𔕹 zà = 𔕼 za₄ = 𔒈 zaₓ = 𔕽                      | zi = 𔖩 zí = 𔕠 zì = 𔕻 zi₄ = 𔒚                                        | zu ? = 𔗥, 𔕀 zú = 𔗵              |  |    |    |        |

### Silabogramas polilíteros
Siguen los signos fonéticos que representaban una secuencia de más de dos fonemas, siguiendo el patrón CvC(v).
| a+ra = 𔗸     | a+ri = 𔗸     | a+tá = 𔐷  |
| ara = 𔒟      | ara = 𔒠      | ari = 𔒟   |
| ari = 𔒠      |              |           |
| hara = 𔕆     | hari = 𔕆     | hur = 𔗹   |
| i+ra = 𔓰     | i+ri = 𔓰     |           |
| kar = 𔕢      |              |           |
| la+ra+a = 𔓍  |              |           |
| pari = 𔐎     |              |           |
| ra+a = 𔗸     | ri+i = 𔓰     |           |
| sara = 𔕕     | sari = 𔕕     |           |
| tal = 𔖞      | tana = 𔗢     | tapa = 𔒋  |
| tár = 𔖤      | taraₓ = 𔖤    | tariₓ = 𔖤 |
| tara = 𔖹     | tari = 𔖹     |           |
| zuwa = 𔕀     |              |           |
| IUDEX+ra = 𔖤 | IUDEX+ri = 𔖤 |           |